# Faro de Gustavia
El faro de Gustavia (en francés: Phare de Gustavia) es una estructura tipo torre pintada de rojo y blanco con vistas al puerto de la localidad de Gustavia, la capital de la isla de San Bartolomé, en las Antillas francesas en el mar Caribe.
Está situada en una colina cerca del Fuerte Gustavo (Fort Gustave) llamado así en honor de Gustavo III de Suecia, y uno de cuatro fuertes que defendían la ciudad en tiempos coloniales.
El faro sigue trabajando pero la lámpara es de luz muy baja y no difiere mucho de otras luces de la ciudad .